# Parque Nacional da Tijuca construções e ruínas históricas
Parque Nacional da Tijuca - construções e ruínas históricas, foi lançado pela editora Edital em 2013 e escrito pelo arqueólogo e escritor Luis Alexandre Franco Gonçales, livro em que o autor tenta contribuir para a divulgação de aspectos não muito conhecidos do Parque Nacional da Tijuca e suas imediações, com destaque para as ruínas de antigas fazendas do 1° Ciclo do Café no Brasil desse período. Procurou-se registrar a presença da ocupação humana na região, por pessoas de origem nobre vindas da Europa e por plantadores brasileiros e portugueses, todos eles apoiados pelo indispensável trabalho escravo, não esquecendo também a importante iniciativa de reflorestamento naquela área. O Parque Nacional da Tijuca na cidade do Rio de Janeiro é atualmente composto por quatro setores: Floresta da Tijuca; Serra da Carioca; Pedra Bonita / Pedra da Gávea; e Serra dos Pretos Forros/Covanca.
| “ | No Parque Nacional da Tijuca existem várias construções e ruínas históricas que foram encobertas pela floresta de forma lenta, mas progressiva com o correr do tempo. São vestígios de casas de fazenda, senzalas, moinhos, represas e caminhos históricos que há décadas vêm sendo pesquisados em cerca de 150 sítios históricos. Este livro procura colaborar para sua divulgação, utilizando como fonte trabalhos de autores conhecidos e pesquisadores locais que fizeram o resgate histórico da região. | ” |
|   | — Luis Alexandre Franco Gonçales. |   |

Em 2013, o livro foi doado para o acervo da Biblioteca Alceo Magnanini, localizada no Centro de Visitantes do Setor Floresta da Tijuca.